# 莫斯基亚诺
莫斯基亚诺（義大利語：Moschiano），是意大利阿韦利诺省的一个市镇。总面积13平方公里，人口1687人，人口密度129.8人/平方公里（2009年）。ISTAT代码为064064。